# Diallactia subcroceus
Diallactia subcroceus är en tvåvingeart som beskrevs av Boris Mamaev 1968. Diallactia subcroceus ingår i släktet Diallactia och familjen gallmyggor.
Artens utbredningsområde är Ukraina. Inga underarter finns listade i Catalogue of Life.